# Rathaus (Grünsfeld)

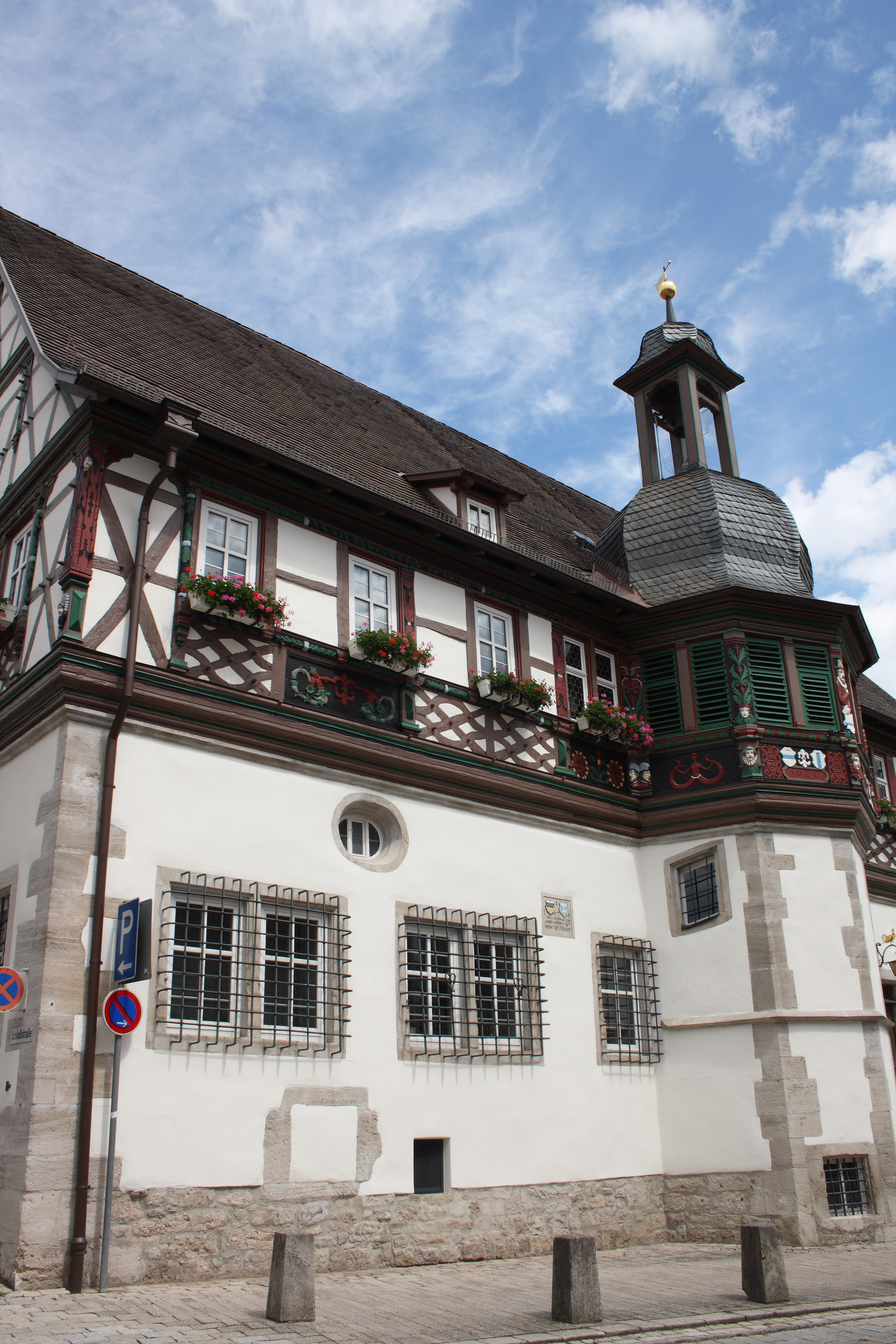
Rathaus in Grünsfeld

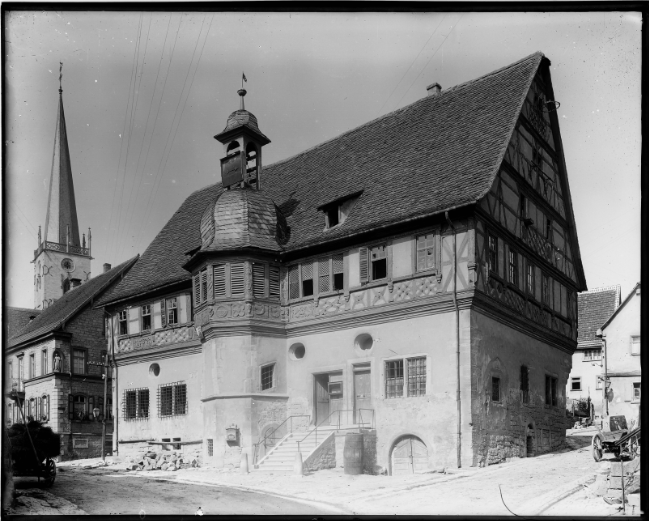
Das Rathaus im Jahr 1910 (Foto von Wilhelm Kratt)

Das Rathaus in Grünsfeld, einer Stadt im Main-Tauber-Kreis in Baden-Württemberg, wurde 1579 errichtet. Das Rathaus an der Hauptstraße 12 ist ein geschütztes Kulturdenkmal.

## Geschichte
Das heutige Rathaus in Fachwerkbauweise wurde 1579 auf den Grundmauern eines Vorgängerbaus errichtet. Es wurde als Repräsentationsbau von keinem anderen Gebäude der Stadt übertroffen. Im 19. und 20. Jahrhundert fanden umfangreiche Renovierungsarbeiten am Gebäude statt. Die Kaufhalle der Metzger und Bäcker im Untergeschoss, durch zwei rundbogige Tore zu erreichen, wurde dabei mit Wänden verbaut.

## Beschreibung
Das Rathaus steht mit der langen Traufseite zur Straße. Über dem massiven, hohen Erdgeschoss steht ein niedriges Obergeschoss. Die schmalen Giebelseiten sind dreigeschossig und das Satteldach wird durch einen kleinen Walm gebrochen. Unter den Fensterbrüstungen sind Andreaskreuze, Rauten und andere Schmuckformen. Die Eckständer sind geschnitzt und mit Wappen versehen. Besonders auffallend ist der achtseitige Treppenturm auf dessen Haube ein Glockenstuhl mit der Ratsglocke sitzt. Die Glocke wurde 1624 von Paul Arnold aus Fulda gegossen. Das Obergeschoss des Treppenturms ist reich mit Schnitzereien versehen.
Im Obergeschoss befindet sich die große Diele bzw. der Bürgersaal. 1925 wurden die Fenster mit Bleiverglasungen versehen, die das Wappen von Grünsfeld und Baden sowie einen Mann und eine Frau in regionaler Tracht zeigen.

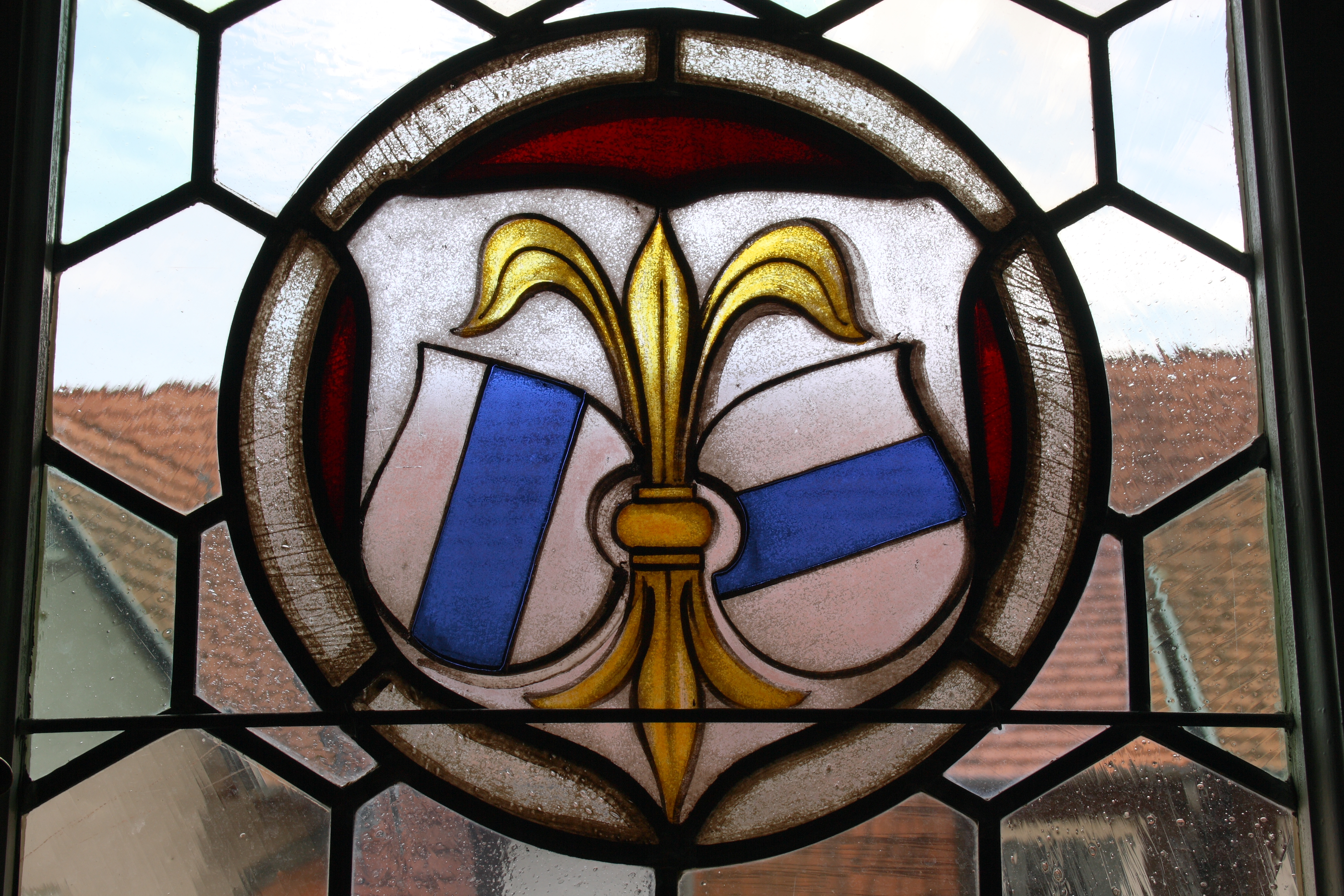
Wappen von Grünsfeld
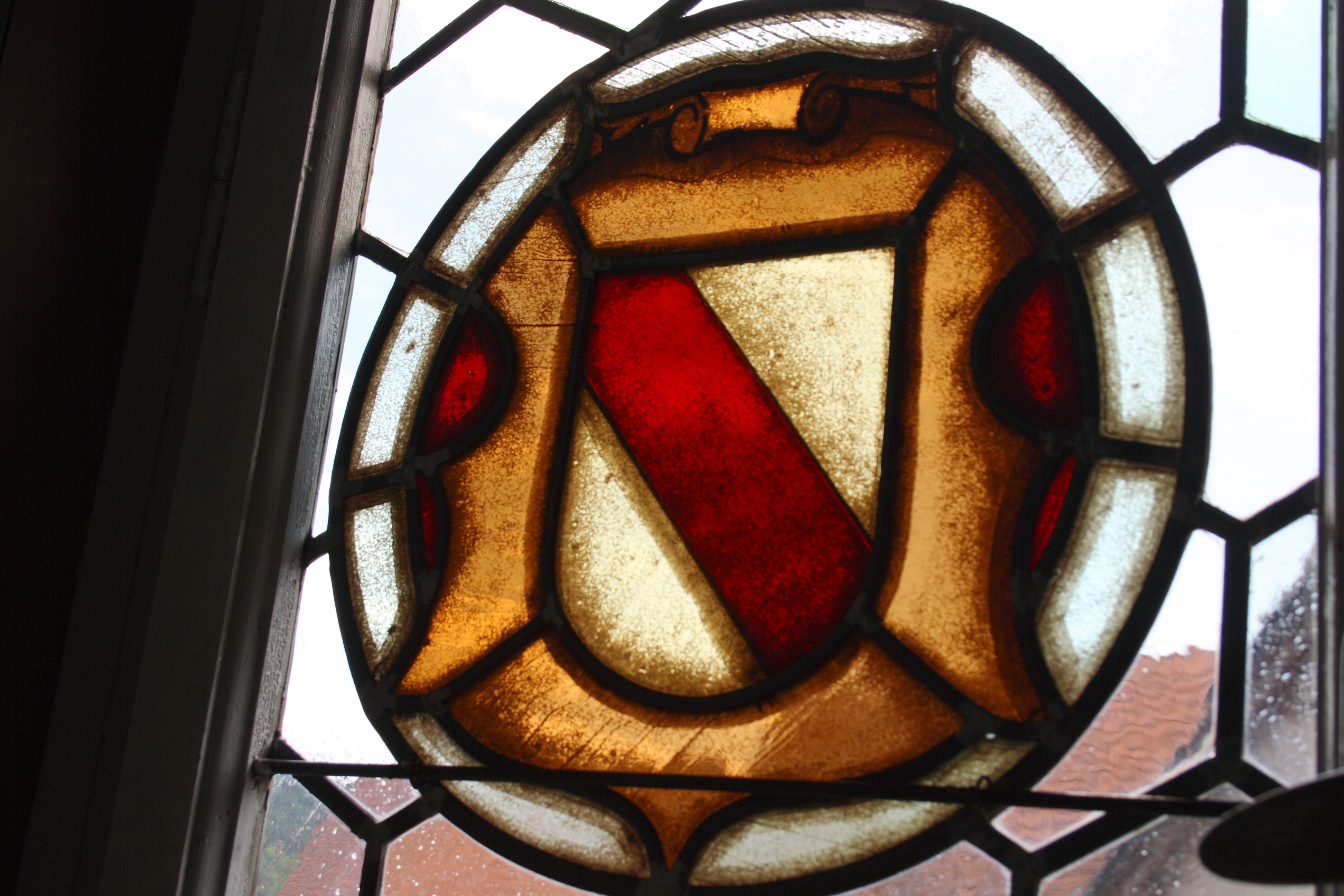
Wappen von Baden
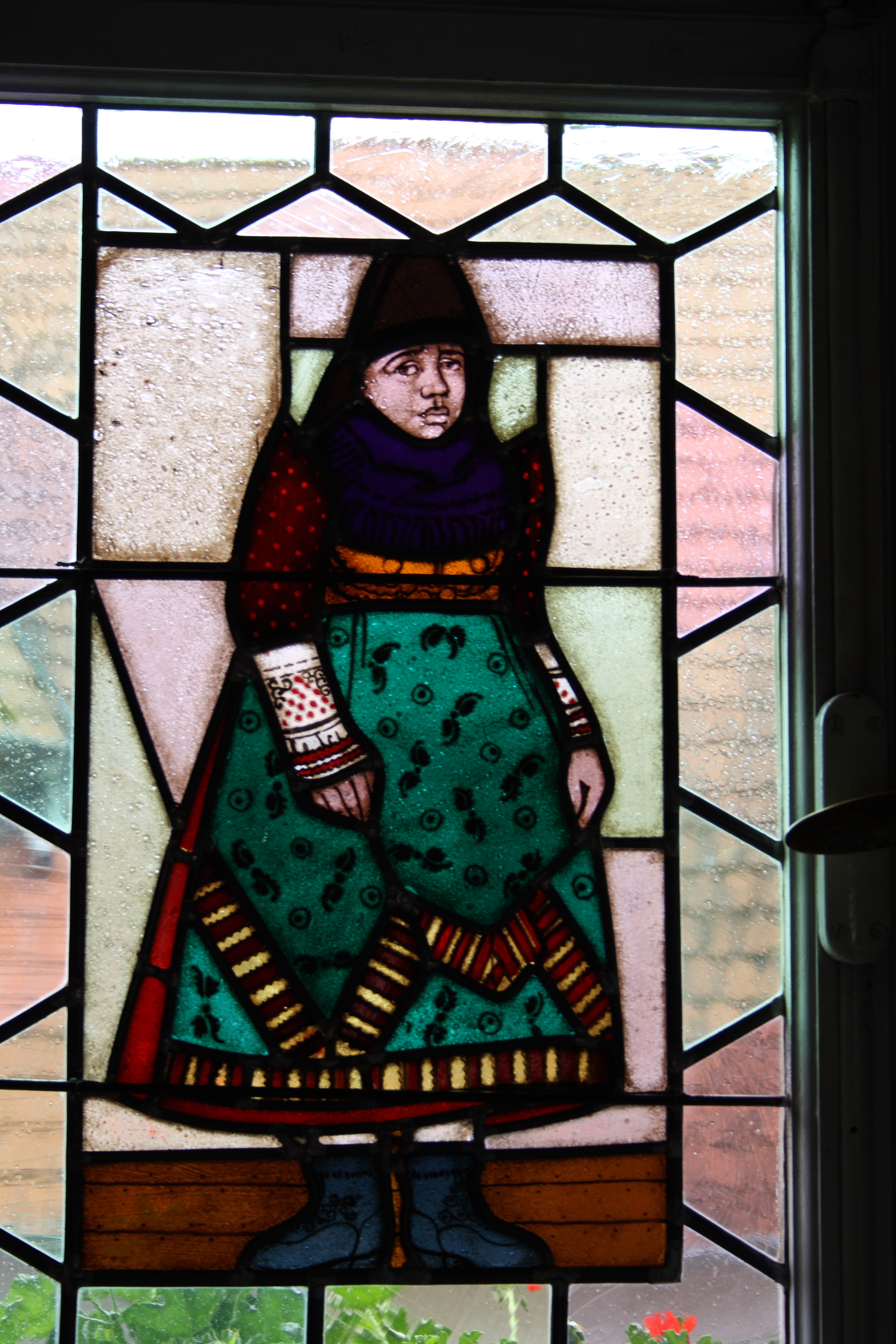
Frauentracht
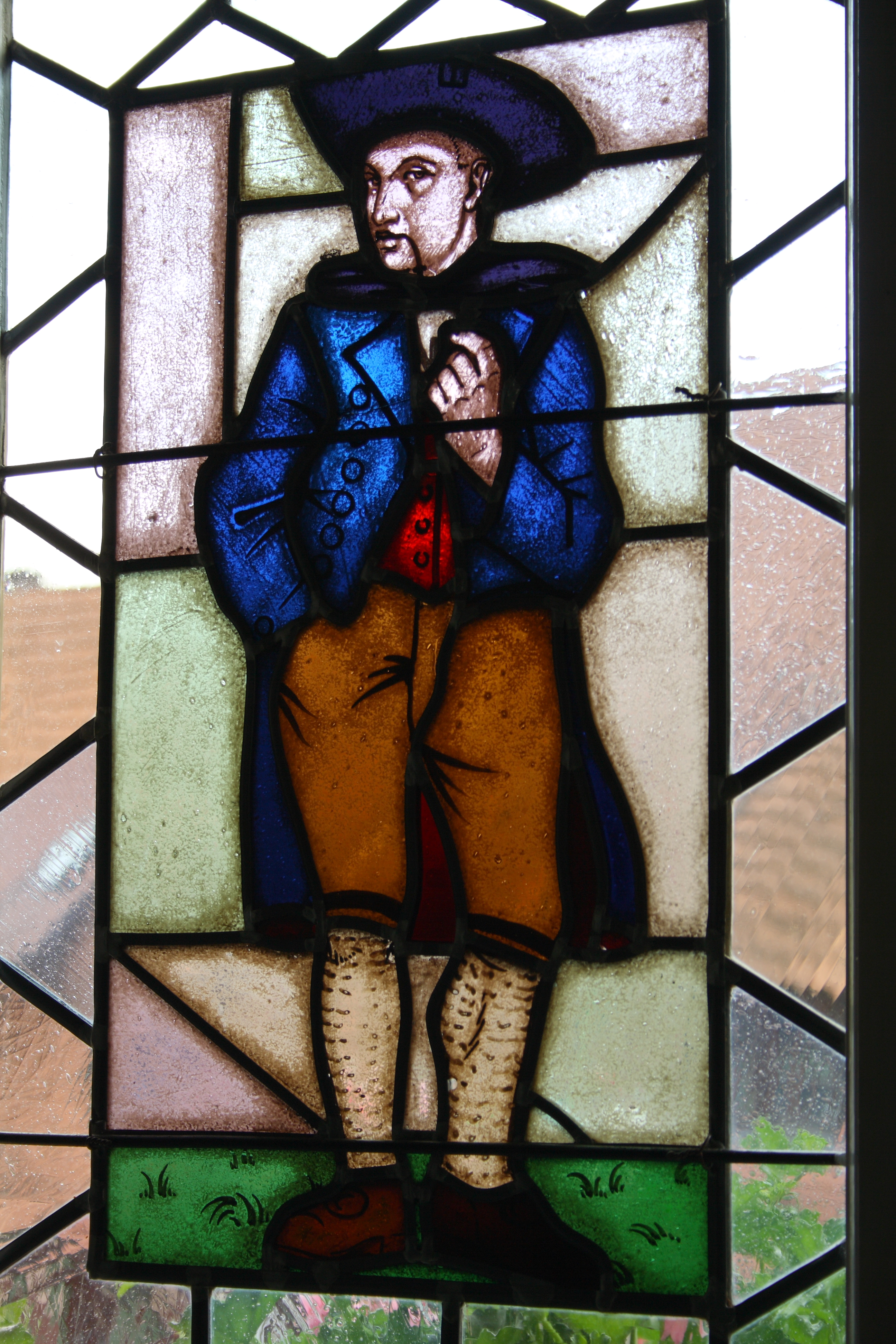
Männertracht

== Inschriften ==

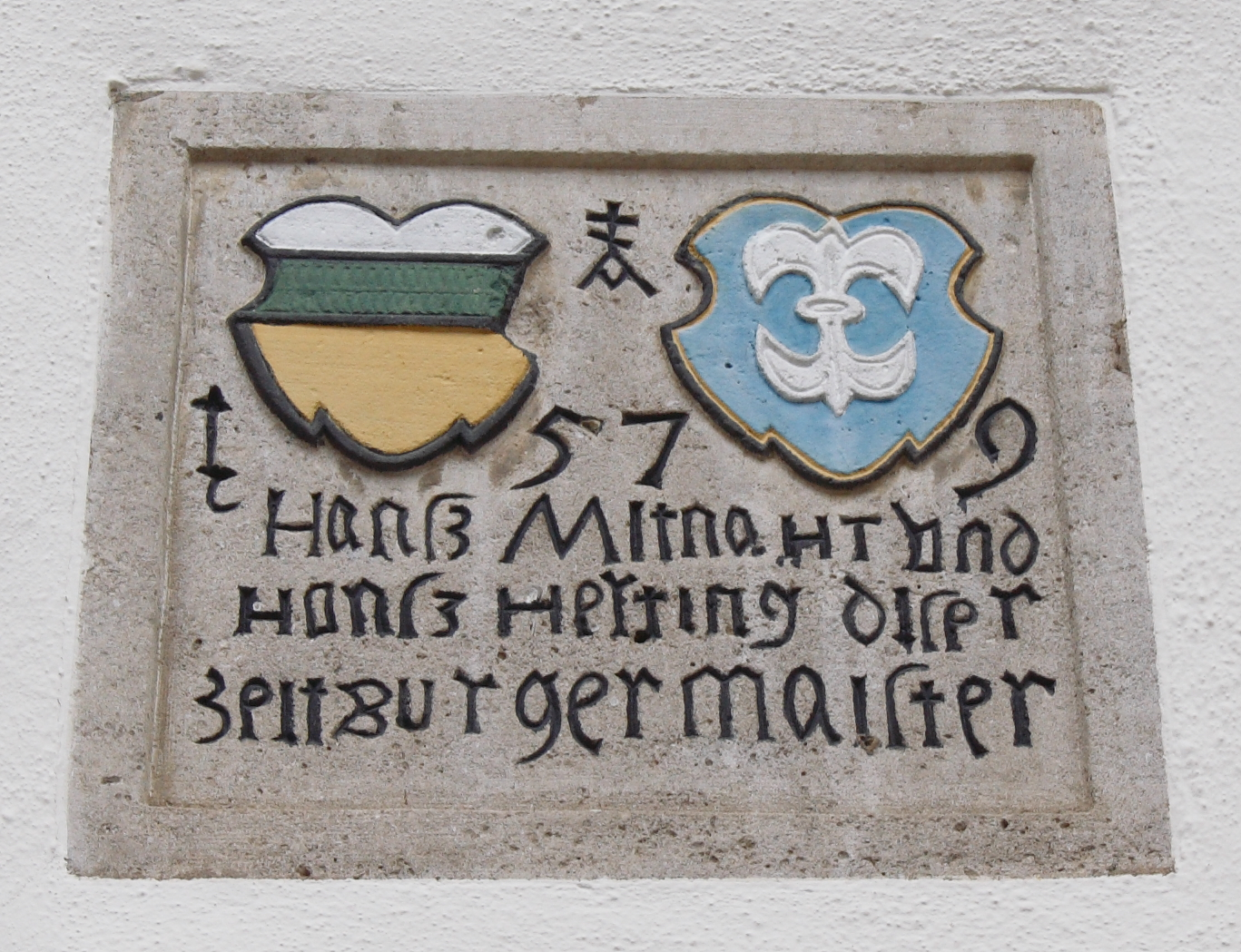
Bauinschrift an der Nordseite

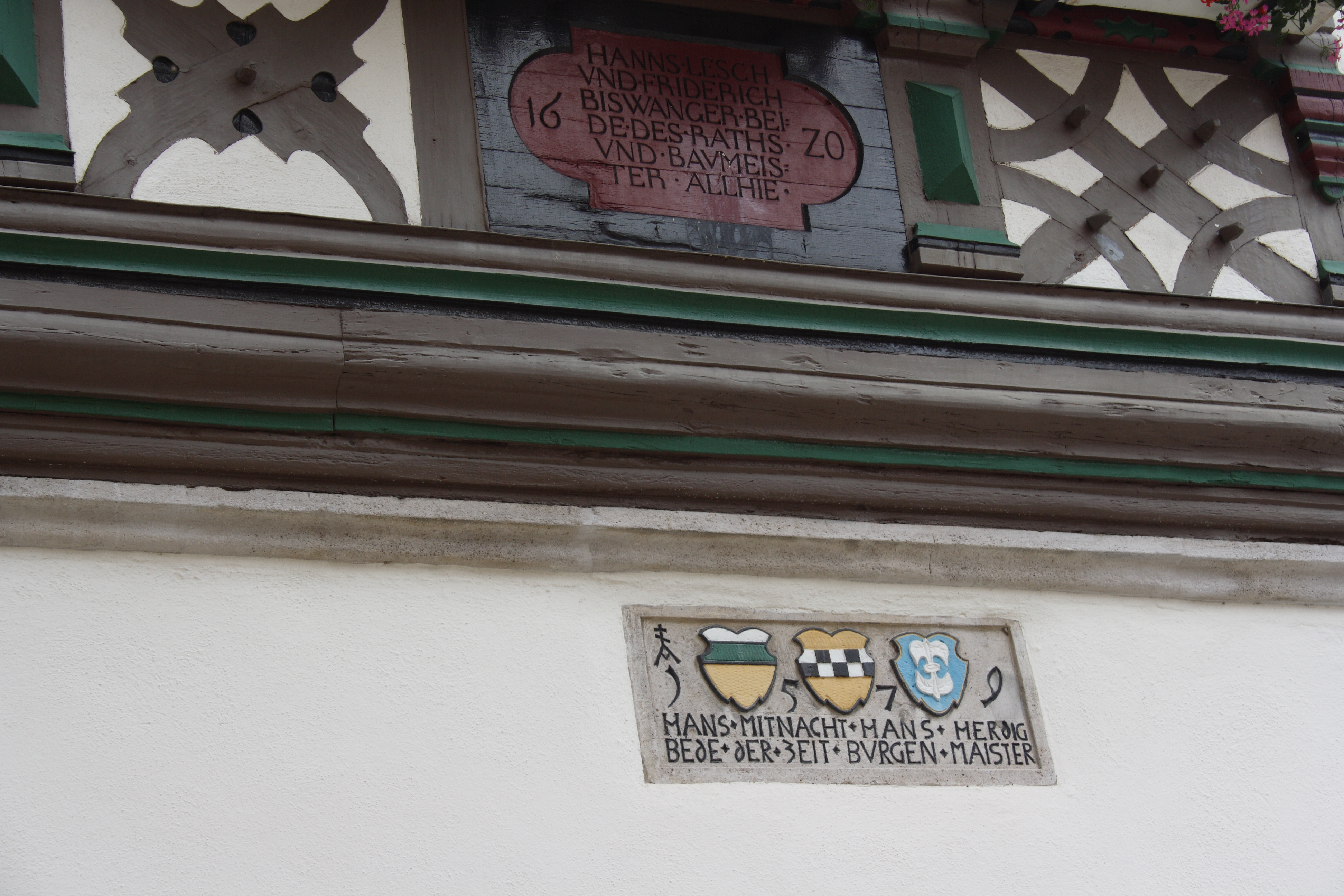
Bauinschrift an der Südseite

An der Nordseite ist eine Steintafel mit dem Wappen der Stadt und dem Wappen der Landgrafen von Leuchtenberg angebracht. Unter der Jahreszahl 1579 stehen die Namen der Bürgermeister, Hans Mitnacht und Hans Hertig, unter denen das Bauwerk errichtet wurde. An der Südseite ist eine nahezu gleiche Steintafel angebracht, an der sich zusätzlich in der Mitte das Wappen der Landgräfin Mechthild geb. von der Mark sich befindet.

## Sonstiges
2021 fanden im Grünsfelder Rathaus Dreharbeiten für den Spielfilm Bis zum letzten Tropfen statt. Beteiligt war u. a. auch der Eberhofer-Darsteller Sebastian Bezzel.